# Tongue End
Tongue End – wieś w Anglii, w hrabstwie Lincolnshire, w dystrykcie South Holland. Leży 56 km na południe od Lincoln i 139 km na północ od Londynu.
Miejscowość liczy 41 mieszkańców.